# حليب فول سوداني
حليب الفول السوداني (بالإنجليزية: Peanut milk)‏ هو حليب نباتي، يُحضّر باستخدام الفول السوداني والماء، وأحيانًا يُضاف إليه مكونات أخرى مثل الملح، أو السكر أو القرفة. وهو حليب غني بالدهون والبروتين وخالي من اللاكتوز، لذلك يُستخدم من قبل الأشخاص الذين يعانون من حساسية اللاكتوز. ويحتوي على نسب عالية من البروتين والمغنيسيوم، وفيتامين ألف وفيتامين ب6.

## الاختراع
في أوائل القرن العشرين، عمل العالم جورج واشنطن كارفر على دراسة الفول السوداني من خلال عزل مكوناته مثل الدهون، والزيوت والسكريات والراتنجات. من خلال هذه الأبحاث، توصل إلى استخدامات متعددة للفول السوداني، من بينها تطوير حليب الفول السوداني كبديل نباتي للحليب.

## التصنيع
لتحضير حليب الفول السوداني بطريقة بسيطة، ستحتاج إلى فول سوداني، وماء، وخلاط وقطعة قماش للتصفية. تبدأ العملية بوضع الفول السوداني في وعاء كبير، ثم يُنقع في الماء لمدة لا تقل عن ست ساعات. بعد ذلك، يُنقل الفول السوداني المُنقوع إلى الخلاط ويُخلط حتى يصبح ناعم القوام. في الخطوة الأخيرة، يُصفى الخليط باستخدام قطعة القماش لاستخراج حليب الفول السوداني.